# Antonio De Fantis
Antonio De Fantis (Treviso, 1460/1470 – Venezia, 1533) è stato un teologo italiano.

## Biografia

Tabula generalis, 1516

Studiò probabilmente alla scuola di lettere greche e latine del Rolandello e poi alla scuola di filosofia, dotata di un lettore scotista e uno tomista. Allo Studio di Padova fu discepolo di Antonio Trombetta, frate minore e "Metaphisicae professor", scotista, e quindi pubblicò degli scritti scotisti.
Dopo essere diventato professore dello Studio, dedicò il suo Speculum rationale, del 1504, a Morosini. Quest'ultimo accettò avendo ricevuto elogi dell'opera da Trombetta, Girolamo Monopolitano, Maurizio Ibernico, Gabriele Zerbo e Pietro Pomponazzi. L'opera diventò un libro di testo comune nell'ordine per la dottrina di Aristotele e Averroè. Pur rimanendo laico, pubblicò opere di crescente intensità religiosa.

## Opere
- (LA) Speculum rationale, Venezia, De Luere, 1504.
- (LA) Tabula generalis ac Mare magnum Scotice subtilitatis, Venezia, Pietro Quarengi, 1516.
- (LA) Opera nuper in lucem prodeuntia, Venezia, J. de Leuco, 1522.